# Idiocera (Idiocera) phallostena
Idiocera (Idiocera) phallostena is een tweevleugelige uit de familie steltmuggen (Limoniidae). De soort komt voor in het Oriëntaals gebied.